# Рошча (Одеска област)
Рошча (на украински: Роща) е село в южна Украйна, в състава на селски съвет Веселий Кут в Болградски район на Одеска област. Населението му според преброяването през 2001 г. е 311 души.

## Население

### Езици
Численост и дял на населението по роден език, според преброяването на населението през 2001 г.:
| Роден език | Численост | Дял (в %) |
| Общо       | 311       | 100.00    |
| Руски      | 256       | 82.31     |
| Украински  | 23        | 7.39      |
| Гръцки     | 15        | 4.82      |
| Гагаузки   | 8         | 2.57      |
| Немски     | 5         | 1.60      |
| Молдовски  | 2         | 0.64      |
| Други      | 2         | 0.64      |